# Чемпионат СССР по водному поло
Чемпионат СССР по водному поло среди мужчин проводился с 1937 по 1991 годы (с перерывами), а также в сезоне 1991/1992 как чемпионат СНГ. В 1989—1991 проходили также женские чемпионаты СССР. 

## История
Предшественниками чемпионатов СССР были союзные первенства, проводившиеся нерегулярно с 1925 по 1936 годы и в которых участвовали сборные городов, регионов, ведомств, флотов. 
С 1937 звание чемпионов СССР оспаривали клубные команды ДСО и ведомств, за исключением 1956, 1959, 1963 и 1967 годов, когда чемпионаты СССР проводились в программе летних Спартакиад народов СССР. 
С 1989 проводились чемпионаты СССР среди женщин.

## Медалисты

### Первенства СССР
| Год  | 1-е место          | 2-е место        | 3-е место    |
| ---- | ------------------ | ---------------- | ------------ |
| 1925 | Москва             | Ленинград        | —            |
| 1928 | Ленинград          | Москва-1         | Москва-2     |
| 1934 | сборная профсоюзов | сборная «Динамо» | сборная РККА |
| 1936 | Москва             | Ленинград        | —            |

### Чемпионаты СССР (мужчины)
| Год  | 1-е место              | 2-е место              | 3-е место               |
| ---- | ---------------------- | ---------------------- | ----------------------- |
| 1937 | «Электрик» (Ленинград) | «Динамо» (Москва)      | —                       |
| 1938 | «Динамо» (Ленинград)   | «Электрик» (Ленинград) | «Динамо» (Москва)       |
| 1939 | «Динамо» (Ленинград)   | «Сталинец» (Москва)    | —                       |
| 1940 | ВМУЗ (Ленинград)       | «Динамо» (Ленинград)   | «Сталинец» (Москва)     |
| 1945 | ЦДКА                   | ВМУЗ (Ленинград)       | «Динамо» (Москва)       |
| 1946 | ЦДКА                   | «Торпедо» (Москва)     | ВМУЗ (Ленинград)        |
| 1947 | ВМУЗ (Ленинград)       | «Торпедо» (Москва)     | ЦДКА                    |
| 1948 | «Торпедо» (Москва)     | ВМУЗ (Ленинград)       | ЦДКА                    |
| 1949 | ЦДКА                   | ВМС (Ленинград)        | «Торпедо» (Москва)      |
| 1950 | ВМС (Ленинград)        | «Динамо» (Москва)      | ВВС (Москва)            |
| 1951 | ВВС (Москва)           | «Торпедо» (Москва)     | ЦДСА                    |
| 1952 | ВВС (Москва)           | ВМС (Ленинград)        | «Динамо» (Москва)       |
| 1953 | «Торпедо» (Москва)     | «Динамо» (Москва)      | ЦДСА                    |
| 1954 | ЦДСА                   | «Динамо» (Москва)      | «Труд» (Киев)           |
| 1955 | «Динамо» (Москва)      | «Торпедо» (Москва)     | МГУ (Москва)            |
| 1956 | Москва                 | Грузинская ССР         | Азербайджанская ССР     |
| 1957 | «Динамо» (Москва)      | ЦСК МО                 | ККФ (Баку)              |
| 1958 | «Динамо» (Москва)      | ЦСК МО                 | «Динамо» (Тбилиси)      |
| 1959 | Москва                 | Азербайджанская ССР    | Грузинская ССР          |
| 1960 | «Динамо» (Москва)      | «Динамо» (Тбилиси)     | ЦСКА                    |
| 1961 | «Динамо» (Москва)      | ЦВСК ВМФ               | МГУ (Москва)            |
| 1962 | «Динамо» (Москва)      | «Динамо» (Тбилиси)     | ЦВСК ВМФ                |
| 1963 | Москва                 | Грузинская ССР         | Украинская ССР          |
| 1964 | ЦВСК ВМФ               | МГУ (Москва)           | «Динамо» (Тбилиси)      |
| 1965 | ЦВСК ВМФ               | «Динамо» (Москва)      | ККФ (Баку)              |
| 1966 | ЦВСК ВМФ               | «Торпедо» (Москва)     | «Динамо» (Тбилиси)      |
| 1967 | Москва                 | Азербайджанская ССР    | Грузинская ССР          |
| 1968 | «Динамо» (Москва)      | ЦВСК ВМФ               | МГУ (Москва)            |
| 1969 | «Динамо» (Москва)      | ЦВСК ВМФ               | МГУ (Москва)            |
| 1970 | ЦВСК ВМФ               | «Динамо» (Москва)      | МГУ (Москва)            |
| 1971 | ЦВСК ВМФ               | МГУ (Москва)           | «Динамо» (Москва)       |
| 1972 | МГУ (Москва)           | ЦВСК ВМФ               | «Динамо» (Москва)       |
| 1973 | МГУ (Москва)           | ЦВСК ВМФ               | «Динамо» (Киев)         |
| 1974 | МГУ (Москва)           | ЦСК ВМФ                | «Динамо» (Киев)         |
| 1975 | ЦСК ВМФ                | МГУ (Москва)           | «Динамо» (Москва)       |
| 1976 | ЦСК ВМФ                | «Динамо» (Киев)        | МГУ (Москва)            |
| 1977 | ЦСК ВМФ                | МГУ (Москва)           | «Динамо» (Киев)         |
| 1978 | ЦСК ВМФ                | «Динамо» (Москва)      | «Динамо» (Алма-Ата)     |
| 1979 | МГУ (Москва)           | «Динамо» (Москва)      | ЦСК ВМФ                 |
| 1980 | ЦСК ВМФ                | МГУ (Москва)           | «Динамо» (Алма-Ата)     |
| 1981 | «Динамо» (Алма-Ата)    | МГУ (Москва)           | ЦСК ВМФ                 |
| 1982 | «Динамо» (Алма-Ата)    | «Динамо» (Москва)      | ЦСК ВМФ                 |
| 1983 | ЦСК ВМФ                | МГУ (Москва)           | «Динамо» (Алма-Ата)     |
| 1984 | ЦСК ВМФ                | «Динамо» (Алма-Ата)    | МГУ (Москва)            |
| 1985 | «Динамо» (Москва)      | ЦСК ВМФ                | «Динамо» (Алма-Ата)     |
| 1986 | «Динамо» (Москва)      | «Динамо» (Алма-Ата)    | МГУ (Москва)            |
| 1987 | «Динамо» (Москва)      | МГУ (Москва)           | «Динамо» (Алма-Ата)     |
| 1988 | ЦСК ВМФ                | «Динамо» (Москва)      | «Динамо» (Алма-Ата)     |
| 1989 | ЦСК ВМФ                | «Динамо» (Москва)      | «Динамо» (Львов)        |
| 1990 | ЦСК ВМФ                | «Динамо» (Москва)      | «Торпедо»-ЗИЛ (Москва)  |
| 1991 | ЦСК ВМФ                | «Динамо» (Москва)      | «Динамо» (Львов)        |
| 1992 | ЦСК ВМФ                | «Динамо» (Москва)      | «Москвич»-АЗЛК (Москва) |

### Чемпионаты СССР (женщины)
| Год  | 1-е место             | 2-е место             | 3-е место                 |
| ---- | --------------------- | --------------------- | ------------------------- |
| 1989 | «Иверия» (Тбилиси)    | МГУ (Москва)          | «Уралочка» (Златоуст)     |
| 1990 | «Уралочка» (Златоуст) | «Иверия» (Тбилиси)    | «Салют» (Горький)         |
| 1991 | «Химик» (Джамбул)     | «Уралочка» (Златоуст) | «Салют» (Нижний Новгород) |